# جامعة تورو نيفادا كلية الطب التقويمي
جامعة تورو نيفادا كلية الطب التقويمي (بالإنجليزية: Touro University Nevada College of Osteopathic Medicine)‏ هي إحدى الكليات لتدريس الطب في الولايات المتحدة الأمريكية. تقع في مدينة هنديرسون في ولاية نيفادا الأمريكية. نوع الشهادة الطبية التي يتم تحصيلها هناك هي دو.